# Hyperolius pyrrhodictyon
Hyperolius pyrrhodictyon är en groddjursart som beskrevs av Laurent 1965. Hyperolius pyrrhodictyon ingår i släktet Hyperolius och familjen gräsgrodor. IUCN kategoriserar arten globalt som livskraftig. Inga underarter finns listade i Catalogue of Life.